# Jenny Bicks
Jenny Bicks är en amerikansk tv-producent och manusförfattare, mest känd för sitt arbete som författare till HBO-serien Sex and the City samt som skapare och författare till ABC-serien Men in Trees.
Bicks skrev även den kortlivade serien Leap of Faith och skrev manuset till filmen Allt en tjej vill ha från 2003. Bicks gjorde sin regidebut med kortfilmen "Gnome". Hennes hittills enda skådespelarjobb var som Miss Haskell i Drew Barrymores film Never Been Kissed.
Bicks växte upp på Manhattan och hon gick på Brearley School.[källa behövs]

## Filmografi
| År        | Titel                                    | Jobbade som | Jobbade som | Noteringar  |
| År        | Titel                                    | Författare  | Regissör    | Noteringar  |
| --------- | ---------------------------------------- | ----------- | ----------- | ----------- |
| 2017      | The Greatest Showman                     | Ja          |             | Manus       |
| 2014      | Rio 2                                    | Ja          |             | Manus       |
| 2010-2013 | The Big C                                | Ja          | Ja          | 10 episoder |
| 2006-2008 | Men in Trees                             | Ja          | Ja          | Skapare     |
| 1998-2004 | Sex and the City                         | Ja          | Ja          | 16 episoder |
| 2003      | What a Girl Wants (Allt en tjej vill ha) | Ja          |             | Manus       |
| 2002      | Leap of Faith                            | Ja          | Ja          | 6 episoder  |